# 樱井政博
樱井政博（日语：／ Sakurai Masahiro，1970年8月3日—），日本电子游戏总监、游戏设计师、作家、配音员和Youtuber，以创作监督星之卡比系列和任天堂明星大亂鬥系列而知名。他主要为任天堂平台创作游戏，原就任於HAL研究所，现为其公司Sora的软件研发总監，被外界稱為「卡比之父」。
他还曾在《Fami通》杂志上有专栏，从2003年一直持续至2021年。他精简但深度的游戏系统有一批狂热追随者。除了星之卡比和大乱斗系列外，他还监督了受到欢迎的《陨石方块》与《新·光神话 帕尔提娜之镜》。他还为《星之卡比64》和《任天堂明星大亂鬥X》里的角色帝帝帝大王配音。
2022年8月24日，他推出了自己的Youtube頻道，命名為「櫻井政博之遊戲製作談」（日語：桜井政博のゲーム作るには），提供英語和日語的版本，內容主要討論自己作為遊戲設計師的歷史背景，亦討論關於電子遊戲理論的各種概念和在遊戲設計中的應用教程。開設不到24小時後，頻道雙語版本就獲得超過20萬以上訂閱者。2024年1月10日，他宣佈停更YouTube頻道，最終回影片於同年10月22日上傳，回顧了該頻道的歷史、創建該頻道的動機以及製作成本等雜項統計數據。此外，他透露在《任天堂明星大亂鬥 特別版》的最後一位參戰角色索拉發佈後，開始推出頻道前四個月已經完成編寫和錄製了所有影片，因此他從2022年4月起開始製作一款新遊戲。該作就是《卡比的馭天飛行者》，為自2003年離開HAL研究所後首次合作參與星之卡比系列開發。

## 作品列表

### 遊戲
| 年份   | 作品                      | 平台             | 職務                          |
| ------ | ------------------------- | ---------------- | ----------------------------- |
| 1992年 | 魔幻精靈卡                | 超級任天堂       | 特別鳴謝                      |
| 1992年 | 星之卡比                  | Game Boy         | 總監、美術                    |
| 1993年 | 星之卡比 夢之泉物語       | 紅白機           | 總監、美術                    |
| 1996年 | 星之卡比 超級豪華版       | 超級任天堂       | 總監                          |
| 1999年 | 任天堂明星大亂鬥          | 任天堂64         | 總監                          |
| 2000年 | 星之卡比64                | 任天堂64         | 配音 (帝帝帝大王)             |
| 2000年 | 滾滾卡比                  | Game Boy Color   | 特別鳴謝                      |
| 2001年 | 任天堂明星大亂鬥DX        | 任天堂GameCube   | 總監                          |
| 2002年 | 火焰之纹章 封印之剑       | Game Boy Advance | 特別鳴謝                      |
| 2002年 | 星之卡比 夢之泉DX         | Game Boy Advance | 總監                          |
| 2003年 | 卡比的飛行者              | 任天堂GameCube   | 總監                          |
| 2004年 | 星之卡比 鏡之大迷宮       | Game Boy Advance | 特別顧問                      |
| 2005年 | 隕石方塊                  | 任天堂DS         | 遊戲設計                      |
| 2008年 | 任天堂明星大亂鬥X         | Wii              | 總監、編劇、配音 (帝帝帝大王) |
| 2012年 | 新·光神話 帕爾提娜之鏡    | 任天堂3DS        | 總監、編劇                    |
| 2014年 | 任天堂明星大亂鬥3DS/Wii U | 任天堂3DS、Wii U | 總監、配音 (帝帝帝大王)       |
| 2018年 | 任天堂明星大亂鬥 特別版   | 任天堂Switch     | 總監、配音 (帝帝帝大王)       |
| 2025年 | 卡比的馭天飛行者          | 任天堂Switch 2   | 總監                          |

### 動畫
- 星之卡比（2001年－2003年）原案[5]、監製

### 電子玩具
- 戰鬥吧!甲蟲王者（2006年）遊戲設計

### 其他
- 聖火降魔錄上市25週年公開製作秘話紀念特刊（德間書店、2015年11月28日）訪問[6]